# 何崇藩
何崇藩（1926年—2017年5月2日），男，广东大埔人，中国无机非金属材料专家，曾任中国科学院上海硅酸盐研究所研究员、博士生导师。